# Отношения между Карантанией и Фриульским герцогством
Отношения между Карантанией и Фриульским герцогством охватывают почти двухсотлетний период времени между началом VII века, когда Хорутанская держава только начала своё формирование и 820 годом, когда она была окончательно подчинена франкскому государству. Отношения между Фриулем и Карантанией в целом продолжали оставаться сложными, даже несмотря на то, что оба государства объединяла борьба против единого неприятеля на востоке — Аварского каганата, который прекратил своё существование в 803 году. Кроме этого, оба государства продолжали отстаивать свою независимость в борьбе с экспансией франков, которые продвигались на юго-восток.

## Хронология

### Первые пограничные конфликты
Около 600 года славяне среднего течения Дуная продолжали подчиняться Аварскому каганату. По мере увеличения славянского населения и роста его недовольства политикой аварской державы, миграция славянского населения на периферию каганата усилилась. В 611 году славяне вторглись в Истрию, оказавшись в непосредственной близости от границ лангобардского Фриуля, который и сам старался дистанцироваться от главного правителя лангобардов и проводил независимую политику в этом регионе Италии. В 613 состоялся первый поход войск фриульского герцога на альпийских славян. В 623 году, после успешного восстание славян против авар, возникло государство западных славян во главе с князем Само, чьё происхождение не может быть достоверно установлено. В отличие от малочисленных воинов-лангобардов и членов их семей, которые селились островками в огромном массиве галло-романского населения, многочисленные славянские земледельцы начали компактно селиться по восточным отрогам Альп, ассимилируя остатки романоязычного населения и вторгаясь на земли самого герцогства. Подобная переселенческая колонизация начала приводить к росту конфликтов из-за земель. Более того, у фриульских лангобардов появился страх перед тем, что со временем хорутанские князья могут предъявить претензии на занятые их соплеменниками земли. Тем не менее, славянская колонизация Восточных Альп продолжалась на протяжении всего VII века, что содействовало формированию Карантании как самостоятельного государства в 630-х годах. В 642 году флот славян активно курсировал у берегов лангобардской Адриатики. В середине VIII века на плохо маркированных границах обоих государств царил относительный мир. Хотя крупных столкновений уже давно не было, формального мира также не заключалось, поскольку славянские «роды» продолжали самовольно оседать на фриульских землях.

### Славяно-лангобардские войны
В 670 году фриульский герцог Вехтари одержал победу над славянами в битве у Брискиса (Броксаса). В 700 году хорутане взяли реванш и победили лангобардов в битве у Монте-Пурджессимо, в которой их герцог Фердульф погиб. В 725 году славян вновь победил герцог Пеммо в битве у Лаурианы (Лавариано). Впрочем, в этот раз стороны заключили формальное перемирие прямо на поле боя. Одним из условий договора был взаимный обмен территориями для выпаса скота. В 728 году сын Пеммо, Ратхис направляется в Крайну, где вновь побеждает славян. Однако они внезапно нападают на него при возвращении во Фриуль. Согласно рукописям Павла Диакона, во время внезапной атаки Ратхис не успел даже поднять копьё и был вынужден защищаться палкой.

## Славяно-лангобардский мир
Конфликт 728 года был последней вспышкой насилия на границе альпийских славян и фриульских лангобардов. После этого установился длительный мир. Последнее объяснялось тем, что хорутан заняла борьба против авар, наступавших с новыми силами. Славяне продолжали жить на землях в пределах самого герцогства, но в целом стали подчиняться его властям. Фриульские герцоги более не пытались распространить своё влияние на собственно славянские земли Хорутании и Крайны. Более того, в 774 году Фриуль, а в 788 и Карантания вошли в состав франкской империи, в рамках которой оба сохраняли некоторую автономию, будучи удалёнными от центра. Карантанский князь Войномир в 796 году по повелению герцога Фриуля Эрика предпринял поход на аваров, одержал победу и разгромил столицу Аварского каганата. Князьями Карантании при франках оставались славяне, однако здесь постепенно усиливалось немецкое влияние, прежде всего со стороны Фриульской марки, которой юридически подчинялось карантанское княжество. Германизация вызвала в 819-822 гг. восстание славян Нижней Паннонии, долины Савы и части Карантании во главе с Людевитом Посавским. Восстание было вскоре разгромлено, чем не преминули воспользоваться франки, сместив в 820 году славянского князя Карантании и разделив её территорию между несколькими немецкими маркграфами. Славянская знать была отстранена от власти, а собственно немецкие колонисты, дворяне и церковь получили значительные земельные владения.